# فربيون حلو
الفربيون الحلو (باللاتينية: Euphorbia dulcis) نوع نباتي يتبع جنس الفربيون من الفصيلة اللبنية.

## الموئل والانتشار
ينتشر في معظم مناطق أوروبا.